# Trebula Suffenes
Trebula Suffenes va ser el nom d'una ciutat de Sabínia que podria ser a l'actual Rocca Sinibaldi, a la vall del Turano, o bé a Strancone entre Rieti i Terni, i en tot cas no gaire lluny de Reate.
Dionís d'Halicarnàs esmenta una ciutat anomenada Tribula, i diu que era una de les ciutats que Varró va assignar als aborígens. Se suposa que era aquesta ciutat a la que Plini el Vell esmenta com Trebula Suffenes.